# Pasaporte filipino
El pasaporte filipino (en filipino: Pasaporte ng Pilipinas) es a la vez un documento de viaje y el documento de identidad nacional principal emitido a los ciudadanos de Filipinas. Sirve para que los ciudadanos de Filipinas puedan viajar al extranjero, así como método para identificarse dentro del país. Es emitido por el Departamento de Asuntos Exteriores (DFA) y las misiones diplomáticas de Filipinas en el extranjero.
El DFA comenzó a emitir pasaportes legibles por máquina el 17 de septiembre de 2007 y pasaportes biométricos el 11 de agosto de 2009. Los pasaportes que no poseen estas características siguieron siendo válidos hasta la fecha de vencimiento. Los pasaportes filipinos se imprimen en la planta de la Unidad de Producción de la Organización Asiática de Productividad (APO) en Malvar (Batangas).

## Historia

Pasaporte filipino de 1947, expedido al presidente Elpidio Quirino.

Antes de la llegada de los españoles a las Filipinas, los pueblos indígenas viajaban libremente dentro de las islas , así como a los estados asiáticos vecinos para realizar actividades comerciales, principalmente mediante la navegación marítima. Durante la colonización española de Filipinas, los españoles introdujeron un documento de viaje a Filipinas llamado chapa, o documento de seguridad. Servía para ir de un lugar a otro. Los nativos lo utilizaron en los siglos XVI y XVII.
Los pasaportes filipinos aparecieron por primera vez después de obtener la independencia de los Estados Unidos en 1946. Se ordenó que los pasaportes se imprimieran en filipino por primera vez bajo el presidente Diosdado Macapagal. Esta medida se implementaría bajo su sucesor, Ferdinand Marcos. Actualmente, está impreso en filipino con traducción al inglés.
Con la adopción de la Constitución de 1987, la expedición de pasaportes fue transferida del Ministerio de Asuntos Exteriores al actual Departamento de Asuntos Exteriores. La Ley de Pasaportes de Filipinas de 1996 regula la expedición de pasaportes y documentos de viaje filipinos. Los pasaportes filipinos sólo se expiden a ciudadanos filipinos, mientras que los documentos de viaje pueden expedirse a ciudadanos que hayan perdido sus pasaportes en el extranjero, así como a residentes permanentes que no puedan obtener pasaportes o documentos de viaje de otros países.
El 1 de mayo de 1995, se mostraron por primera vez cubiertas verdes en los pasaportes regulares. Ya en 2004, se insertaron códigos de barras en los pasaportes. Este nuevo pasaporte con seguridad mejorada es un requisito previo para la emisión de los nuevos pasaportes legibles por máquina, lo cual sucedió el 17 de septiembre de 2007. Filipinas era uno de los pocos países del mundo que aún no había emitido pasaportes regulares legibles por máquina,aunque desde el 18 de junio de 2007 se empezaron a emitir para funcionarios públicos.
El 2 de agosto de 2017, el presidente Rodrigo Duterte aprobó la Ley de la República 10928, que extiende la validez del pasaporte de 5 a 10 años. El Ministro de Relaciones Exteriores, Alan Cayetano, firmó las normas y reglamentos de implementación de la nueva Ley de Pasaportes de Filipinas el 27 de octubre de 2017. La ley fue implementada el 1 de enero de 2018.

### Pasaportes legibles por máquina
En 2006, el DFA y el Banco Central de Filipinas iniciaron un proyecto de modernización de pasaportes con una duración de cinco años de duración diseñado para emitir nuevos pasaportes filipinos legibles por máquina (MRP). Sin embargo, un tribunal inferior dictó una orden judicial contra el proyecto, que fue revocada por la Corte Suprema y ordenó al DFA y al BCF continuar con el proyecto.
El pasaporte legible por máquina está diseñado para evitar su manipulación mediante el uso de funciones especiales integradas en la cubierta del pasaporte, similar a otros pasaportes legibles por máquina. Cuenta con 44 páginas. 
Los funcionarios del DFA habían aclarado que los pasaportes verdes que no son de lectura mecánica vencerán según las fechas de vencimiento originales. Sin embargo, la Organización de Aviación Civil Internacional (OACI) exige que todos los Estados miembros expidan pasaportes legibles por máquina antes de abril de 2010, por lo que algunos países podrían haber negado la entrada a los filipinos que todavía sólo tenían pasaportes escritos a mano.

### Pasaporte biométrico
A finales de julio de 2008, el DFA anunció la implementación de un nuevo Sistema de Pasaporte Biométrico para nuevos pasaportes. El 11 de agosto de 2009 se expidió el primer pasaporte biométrico para la presidenta Gloria Macapagal Arroyo. El pasaporte biométrico cuenta varias características de seguridad, incluida una imagen codificada oculta, un laminado holográfico ultrafino, y un microchip electrónico a prueba de manipulaciones. Cuesta 950 pesos por un procesamiento normal de 20 días o 1200 pesos por un procesamiento urgente de 10 días.
A partir de julio de 2015, el pasaporte filipino se imprime en la Organización Asiática de Productividad bajo el Grupo de Comunicaciones Presidenciales. El 15 de agosto de 2016, el Departamento de Asuntos Exteriores lanzó el pasaporte biométrico de nueva generación con características de seguridad avanzadas, ya que cuenta con un microchip actualizado que cuenta con los datos personales del solicitante, así como tinta e hilo fluorescente ultravioleta (UV) invisible, y detalles elaborados, así como un diseño elaborado cuando se expone a la luz UV. También se utilizaron tintas de seguridad para la impresión de pasaportes, con el propósito de evitar falsificaciones. Estas tintas incluyen la calcografía, que son tintas visibles que tienen una sensación estriada distintiva y la tinta ultravioleta que aparece cuando se expone a luces infrarrojas. Otras características de seguridad incluyen marcas de agua, la numeración del pasaporte perforada y fibras de seguridad integradas, entre otras. Cada hoja del documento de muestra artefactos filipinos, íconos culturales, lugares históricos, destinos turísticos de renombre e incluso la letra del himno nacional en la escritura prehispánica Baybayin utilizada para escribir en tagalo.

### Restricciones
Con la declaración de la ley marcial el 23 de septiembre de 1972, se impusieron restricciones de viaje a los ciudadanos filipinos. Como consecuencia, se restringió la emisión de pasaportes a miembros del servicio diplomático filipino, aunque esto dejó de hacerse en 1981 con el levantamiento oficial de la ley marcial.
En 1983, el Ministerio de Asuntos Exteriores ordenó no expedir ningún pasaporte a la familia del senador Benigno Aquino. A pesar de la prohibición del gobierno, Aquino pudo adquirir uno con la ayuda de Rashid Lucman, un ex congresista de Mindanao. El pasaporte lo identificaba como Marciál Bonifacio, alias derivado de la "ley marcial " y del Fuerte <i id="mwbQ">Bonifacio</i>, donde estuvo detenido.
A finales de los años 1980 y principios de los años 1990, los pasaportes estaban sellados con restricciones que prohibían viajar a Sudáfrica (debido al apartheid) y al Líbano (debido a la guerra civil). Anteriormente, los pasaportes estaban sellados prohibiendo los viajes a Irak debido a la violencia presente y al secuestro de Angelo dela Cruz en 2004. Sin embargo, los pasaportes impresos después del 1 de julio de 2011 ya no llevan este sello.

## Categorías

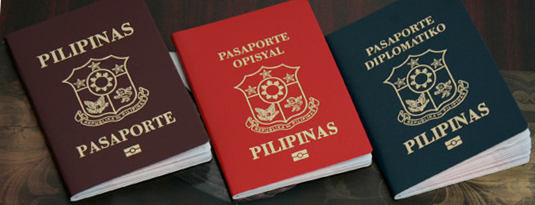
Primeras ediciones del pasaporte biométrico filipino. De izquierda a derecha: ordinario, oficial y diplomático.

Hay tres categorías de pasaportes filipinos emitidos por el Departamento de Asuntos Exteriores. Actualmente se designan con los colores granate (ordinario), rojo (oficial) y azul oscuro (diplomático).

### Ordinario (granate)
Se expide a cualquier ciudadano de Filipinas que solicite un pasaporte filipino, siempre que no cumpla con los requisitos para tener otra categoría de pasaporte. Es el más común, ya que se utiliza para todos los viajes de ciudadanos filipinos y viajes no oficiales de funcionarios del gobierno filipino.

### Oficial (rojo)
Se expide a los miembros del gobierno filipino para su uso en asuntos oficiales, así como a los empleados de los puestos diplomáticos filipinos en el extranjero que no son miembros del servicio diplomático. Es uno de los pasaportes emitidos al Presidente y a la familia presidencial. Como tal, este pasaporte no extiende el privilegio de inmunidad diplomática. Los funcionarios gubernamentales tienen prohibido utilizar pasaportes oficiales para asuntos no oficiales, por lo que deberán usar un pasaporte ordinario. Este pasaporte tiene una cubierta roja, y tiene una validez de 6 meses.

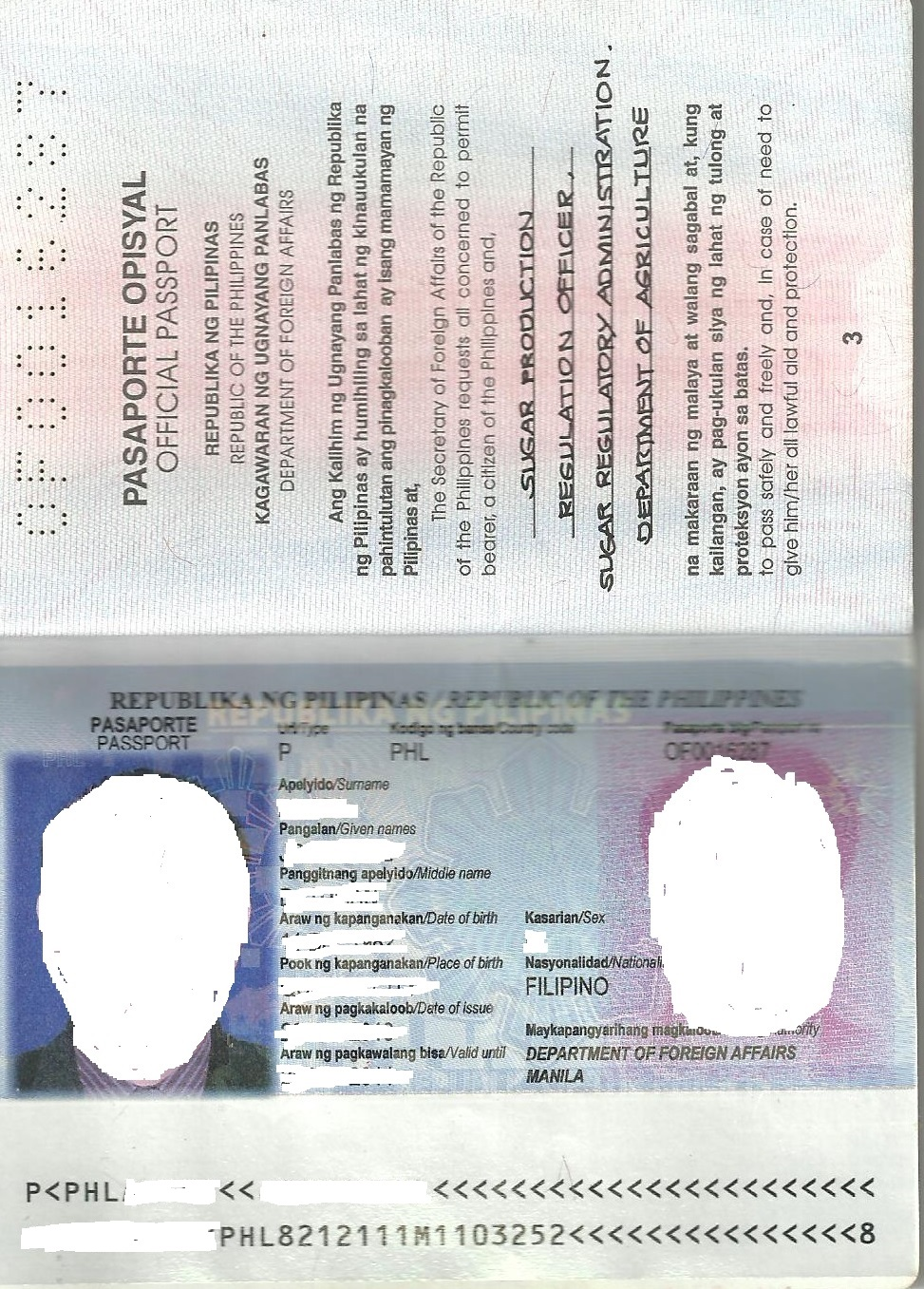
Primera edición del pasaporte biométrico oficial filipino (rojo) (páginas 2-3).

### Diplomático (azul)
Se expide a los miembros del servicio diplomático, miembros de los Departamentos ejecutivos de Filipinas, servicios relacionados con agencias gubernamentales asignadas a las misiones diplomáticas filipinas y a los delegados filipinos de organizaciones regionales e internacionales. Es uno de los pasaportes emitido al Presidente de Filipinas y a su familia.Tiene una cubierta azul oscura, y otorga Inmunidad diplomática a su portador.

### Otros usos
Cuando se prestaron dos águilas filipinas a Singapur, las aves recibieron pasaportes granates cuando fueron transportadas fuera de Filipinas en junio de 2019. Sin embargo, esos pasaportes no son válidos como documento de viaje, ya que tienen un uso simbólico, ya que se buscaba expresar que las aves siguen siendo propiedad del gobierno filipino.

## Apariencia
Los pasaportes filipinos son de color granate. Muestran el escudo de armas de Filipinas estampado en el centro de la portada.

### Portada
La palabra "PILIPINAS" está inscrita encima del escudo. Debajo está inscrita la palabra "PASAPORTE ", con el símbolo del pasaporte biométrico  apareciendo debajo de él.
Los pasaportes emitidos durante los últimos años de la Cuarta República Filipina tenían el orden invertido, con "PASAPORTE " en la parte superior y "REPUBLIKA NG PILIPINAS " en la parte inferior. Todos los pasaportes emitidos desde este período tienen la cubierta en filipino.
El pasaporte tiene 44 páginas.

### Idiomas
Los pasaportes filipinos son bilingües, con el texto emitido y datos de páginas de información en filipino, seguidos de traducciones al inglés. Los pasaportes marrones alguna vez tenían el texto filipino escrito con signos diacríticos, pero esto se dejó de hacerse en los pasaportes verdes y granates. Las páginas 4 a 43 tienen líneas del himno nacional (Lupang Hinirang), en una página por cada dos páginas. Las páginas impares de las páginas 3 a 43 tienen un texto en baybayin que dice "Ang katuwiran ay nagpapadakila sa isang bayan" ("La justicia exalta a una nación") en referencia a Proverbios 14:34.

### Página de información de identidad
Los pasaportes filipinos tienen diferentes estilos de páginas de datos, según su fecha de emisión. Los pasaportes marrones antiguos tienen una página de datos y una descripción física, con la imagen ubicada en la página de descripción en lugar de en la página de datos. Se encuentran separados por la nota del pasaporte. Los pasaportes verdes emitidos antes de 2004 tienen la página de datos en la cubierta interior seguida de la página de notas del pasaporte. Los pasaportes emitidos después de 2004 tienen la nota del pasaporte y las páginas de datos al revés, con la nota del pasaporte en la portada interior.

### Nota de pasaporte
Los pasaportes contienen una nota del estado emisor dirigida a las autoridades de todos los demás estados, identificando al portador como ciudadano de ese estado y solicitando que se le permita pasar y ser tratado de acuerdo con las normas internacionales. La nota está escrita primero en filipino, seguido de la traducción al inglés:
En filipino:
"Ang Pamahalaan ng Republika ng Pilipinas es humillante sa lahat na kinauukulan na pahintulutan ang pinagkalooban nito, isang mamamayan ng Pilipinas, na makaraan nang malaya at walang sagabal, at kung kailangan, ay pag-ukulan siya ng lahat ng tulong at proteksyon ayon sa batas".
en Inglés:
"The Government of the Republic of the Philippines requests all concerned to permit the bearer, a citizen of the Philippines, to pass safely and freely and in case of need to give him/her all lawful aid and protection."
En la última página (en la página 44) se encuentran los detalles de contacto de emergencia y una advertencia sobre el pasaporte biométrico .
En filipino:
"Ang pasaporteng ito ay naglalaman ng sensitibong electronics . Huwag tupiin, butasan, o ilantad sa labis na init o lamig ang pasaporteng ito. Ingatan din na huwag mabasa".
En inglés:
"This passport contains sensitive electronics. Do not bend, perforate, or expose this passport to extreme temperature, or excess moisture."

### Campo de firma
Un pasaporte filipino no es válido si no está firmado. Normalmente, el portador coloca su firma en el campo de firma, cuya posición ha variado según las distintas encarnaciones de los pasaportes filipinos. Las personas demasiado jóvenes para firmar un pasaporte  podían hacer que un padre o tutor legal firmase el pasaporte en su nombre, aunque esto ha estado prohibido desde entonces.
Los pasaportes marrones contenían el campo de firma debajo de la página de datos en la portada interior del pasaporte. Cuando los pasaportes verdes comenzaron a emitirse en 1995, aparecía un campo donde el portador debía firmar el pasaporte debajo de la nota del pasaporte.
Los pasaportes legibles por máquina originalmente no tenían campo para la firma, lo cual ha hecho que a los filipinos que solicitan visados extranjeros, obtengan una copia de su formulario de solicitud de pasaporte para verificar su firma,o negado por completo. Las versiones más nuevas de este pasaporte tienen el campo de firma en la contraportada, debajo de los recordatorios importantes para los titulares de pasaportes filipinos, mientras que las versiones anteriores tienen el campo estampado.
Los pasaportes biométricos emitidos de agosto de 2009 a agosto de 2016 son los únicos pasaportes filipinos que no requieren la firma física del portador, ya que está impresa en la página de datos del pasaporte una imagen de la firma del portador. Los pasaportes biométricos emitidos después del 15 de agosto de 2016 requieren nuevamente firmas físicas.

## Requisitos de visado
A fecha del 31 de enero de 2022, los ciudadanos filipinos tenían acceso sin visado o con visado a la llegada a 66 países y territorios, lo que ubica al pasaporte filipino en el puesto 77 en términos de libertad de viaje según el Índice de Pasaportes Henley.
A partir del 9 de julio de 2023, los titulares de este pasaporte podrán viajar y permanecer sin visado en Canadá hasta 6 meses. No obstante, se requiere una autorización electrónica previa.

## Tasas
El nuevo pasaporte biométrico filipino cuesta 950 pesos en Filipinas o 60 dólares en el extranjero. Un procesamiento más rápido para pasaportes nuevos tiene un coste adicional de 250 pesos. Anteriormente, los pasaportes podían modificarse por 100 pesos en Filipinas o 20 dólares en el extranjero, aunque los pasaportes legibles por máquina ya no se pueden modificar.
Los pasaportes perdidos o robados se pueden reemplazar por 700 pesos en Filipinas, y por 90 dólares en el extranjero.
A partir de 2018, el DFA exige que todos los solicitantes obtengan una cita en línea a través de su página web. 